# لوتار إيميريش
لوتار إيميريش (بالألمانية: Lothar Emmerich)‏ (مواليد 29 نوفمبر 1941) هو لاعب كرة قدم. يلعب مع منتخب ألمانيا الغربية لكرة القدم. سبق له أن لعب في كأس العالم لكرة القدم مع منتخب بلاده.

## روابط خارجية
- لوتار إيميريش على موقع IMDb (الإنجليزية)
- لوتار إيميريش على موقع كينوبويسك (الروسية)

- لوتار إيميريش على موقع الاتحاد الدولي (مؤرشف)  (الإنجليزية)
- لوتار إيميريش على موقع قاعدة بيانات كرة القدم.إي يو (الإنجليزية)
- لوتار إيميريش على موقع بيانات كرة القدم. دي إي (الألمانية)
- لوتار إيميريش على موقع ناشيونال فوتبول تيمز (الإنجليزية)
- لوتار إيميريش على موقع عالم كرة القدم.نت (الإنجليزية)